# Pandora (cantora)
Anneli Magnusson, mais conhecida pelo seu nome artístico de Pandora (Västerås, 20 de junho de 1970), é uma cantora sueca de eurodance que ganhou destaque em meados dos anos 90 pelo seu hit-single "Don't You Now".

## Biografia
Anneli cresceu com sua família fora de Västerås. Ela aprendeu a tocar violão desde muito cedo. Em sua adolescência, ela começou a se apresentar no palco, tocando versões acústicas de músicas e participava em várias bandas, principalmente cantando covers de rock. Ela foi aceita na faculdade musical Carlforsska, e foi aqui onde conheceu Henrik Andersson, Martin Ankelius e Peka P. conhecido como Hit Vision. A Hit Vision estava procurando por 'uma garota com atitude na voz, alguém que pudesse cantar sua música melódica dançante'. Em 1993, Anneli e o Hit Vision se mudaram para Estocolmo e assinaram com a Virgin Records. Em outubro de 1993, seu single de estreia "Trust Me" foi lançado com o nome do artista Pandora. "Trust Me" se tornou o single local mais vendido do ano e foi ouro. Seu primeiro álbum de estúdio, One of a Kind, foi lançado em novembro de 1993, trazendo à cantora ainda mais fama e alcançando o status de ouro na Suécia e na Finlândia e tornando Pandora a banda de dance mais vendida na Escandinávia. "Come On And Do It" foi lançado em dezembro de 1993 e também alcançou o top 5 na Finlândia e na Suécia.
Em fevereiro de 1995, o segundo álbum de Pandora, Tell the World, foi lançado. Na Escandinávia, as vendas do álbum novamente ultrapassaram a marca de 100.000. Além disso, o público japonês ficou muito entusiasmado com o Pandora. O álbum vendeu mais de 1 milhão de cópias apenas na Ásia. O terceiro álbum de Pandora, Changes, foi lançado em dezembro de 1996. Foi o lançamento de estreia de Pandora com sua nova gravadora Universal Music. Seguindo o lema "nunca mude uma equipe vencedora", Pandora mais uma vez colaborou com seu trio criativo de Ankelius, Andersson e Johansson. Pandora fez uma turnê pela Escandinávia na primavera e verão de 1997 e fez sua primeira turnê ao vivo de 2 semanas pelas principais cidades do Japão. Em dezembro de 1997, This Could Be Heaven foi lançado. O álbum ganhou disco de platina no Japão em seis semanas. Pandora escreveu ela mesma três das canções deste álbum. Em 1998, Pandora lançou "Spirit to Win", que foi a faixa oficial dos Jogos Olímpicos de Inverno de 1998 em Nagano, Japão. Em fevereiro de 1999, Pandora lançou Breathe e um álbum semelhante lançado como Blue na Austrália. No Regrets, foi gravado entre agosto e novembro de 1999 e lançado no final de 1999. Incluía a faixa "On a Night Like This".
O sétimo álbum de estúdio de Pandora, A Little Closer, foi lançado em 2001, mas não foi tão bem-sucedido nas paradas. "Won't Look Back" foi lançado em 2002. Em 2003, Pandora competiu no Melodifestivalen 2003 com a música "You". A faixa não conseguiu uma boa colocação. Mais tarde, em 2003, Pandora lançou seu nono álbum de estúdio "9 Lives" que alcançou o número 16 na parada sueca. Em 2004, Pandora competiu novamente no Melodifestivalen 2004 com a música "Runaway". A pista também não conseguiu uma boa colocação.
Em 28 de março de 2007, Pandora acusou a banda britânica Scooch de ter plagiado sua canção de 1999 "No Regrets" e planejou entrar com uma queixa na EBU. Em resposta à alegação de plágio, a BBC emitiu um comunicado dizendo que a canção de Scooch é "original" e os escritores "nunca souberam de Pandora ou de suas canções". A BBC confirmou que não houve duplicação de seu trabalho.
Em novembro de 2007, Pandora lançou o álbum "Celebration" em com United DJs. O álbum foi uma colaboração com DJs selecionados no estúdio de gravação, regravando e remixando seus maiores sucessos. O álbum alcançou a posição 38 na Suécia. Em novembro de 2011, Pandora lançou seu décimo álbum de estúdio, "Head Up High".
Em 2020, Pandora participou da versão finlandesa do programa de TV Masked Singer.

## Vida pessoal
Atualmente, Pandora tem um filho com quem mora na Suécia. Ela também tem um apartamento em Vantaa, na Finlândia, com o ex-jogador finlandês de hóquei no gelo Mikko Peltonen, com quem ela ficou noiva em 2014.

## Discografia

### Álbuns
- 1993: "One of a Kind"
- 1995: "Tell the World"
- 1996: "Changes"
- 1997: "This Could Be Heaven"
- 1999: "Breathe"
- 2001: "A Little Closer"
- 2003: "9 Lives"
- 2007: "Celebration"
- 2011: "Head Up High"